# Казанский мост
Каза́нский мост — автодорожный каменный арочный мост через канал Грибоедова в Центральном районе Санкт-Петербурга, соединяет Казанский и Спасский острова. Объект культурного наследия России федерального значения. Третий по ширине мост в городе, после Синего (97,3 м) и Аптекарского (96 м) мостов. Самый низкий в городе, под ним запрещён ход судов. 

## Расположение
Расположен по оси Невского проспекта, образует единый ансамбль с одноимёнными площадью и собором. Рядом находится Дом «Зингера». Выше по течению расположен Итальянский мост, ниже — Банковский мост.
Ближайшая станция метрополитена — «Невский проспект», выход на канал Грибоедова.

## Название
Находившийся на этом месте деревянный мост назывался Рождественским по находившейся рядом церкви Рождества Богородицы. С 1783 года мост стал называться Казанским по возведённому рядом Казанскому собору. С 1923 по 1944 год носил имя Георгия Плеханова.

## История
В 1716 году на пересечении Невского проспекта и речки Кривуши был построен деревянный мост. Существующий мост построен в 1765—1766 годах по проекту инженеров В. И. Назимова и И. М. Голенищева-Кутузова при облицовке гранитом набережных. Мост имел чугунное перильное ограждение, однотипные с ограждением набережной, довольно крутые въезды по Невскому проспекту и лестничные сходы к воде. 
В 1805—1806 годах в связи с постройкой Казанского собора и реконструкцией участка, прилегающего к Невскому проспекту, мост был перестроен по проекту архитектора Л. Руска: расширен до современных габаритов, демонтированы «бриллиантовые» русты фасадов и лестничные спуски к воде, значительно уменьшена крутизна моста, чугунные решётки заменены гранитными парапетами. 
В 1880 году на мосту были уложены рельсы конно-железной дороги, а на тротуарах уложены гранитные плиты. В 1887 году уширен тротуар. В 1912 году при обследовании моста было обнаружено разрушение кирпичного свода, который не имел изоляции. В 1934 году были произведены работы по торкретированию кирпичного свода.
В 1999—2003 годах по проекту института «Ленметрогипротранс» выполнен капитальный ремонт, в ходе которого свод моста был реставрирован на ширину 53 м, укреплены бутовая кладка устоев и кирпичный свод, устроена гидроизоляция, произведена установка гранитных камней, отделяющих тротуар от проезжей части.

## Конструкция
Мост однопролётный каменный арочный. Пролёт перекрыт кирпичным сводом с прокладными рядами из известняковых плит, фасадные арки из гранита. Арки имеют очертание параболической кривой без замковых камней. Устои из бутовой кладки на свайном основании из деревянных свай, облицованы гранитом. Длина моста составляет 17,5 (25,0) м, ширина — 95 м (третий по ширине мост в городе).
Мост предназначен для движения автотранспорта и пешеходов. Проезжая часть моста включает в себя 8 полос для движения автотранспорта. Покрытие проезжей части — асфальтобетон. На тротуарах уложены массивные гранитные плиты. Тротуары отделены от проезжей части гранитным поребриком с верховой стороны островком безопасности, с низовой стороны ограждения у тротуара нет. В качестве ограждений использованы глухие гранитные парапеты.